# Marc Minkowski
Marc Minkowski (ur. 4 października 1962 w Paryżu) – francuski dyrygent i fagocista polskiego pochodzenia.
W 1982 roku założył zespół barokowy Les Musiciens du Louvre (z siedzibą w Grenoble od 1996 roku), specjalizujący się w wykonywaniu francuskiej muzyki doby baroku na instrumentach historycznych (J.-B. Lully, J.P. Rameau, M.-A. Charpentier). Orkiestra wykonuje również utwory C. Monteverdiego, G.F. Händla, Ch.W. Glucka, W.A. Mozarta i J. Offenbacha.
Minkowski jest uznany za jednego z najwybitniejszych dyrygentów, a także interpretatorów dzieł operowych, m.in. W.A. Mozarta. Jest stałym gościem największych sal koncertowych na świecie i prestiżowych festiwali. Szeroki repertuar dyrygenta obejmuje dzieła od baroku po współczesność. Współpracował z wieloma orkiestrami, m.in. z Filharmonikami Berlińskimi, Los Angeles Philharmonic Orchestra, Mahler Chamber Orchestra, Orchestre de Paris, Orchestre National de France, Dresden Staatskapelle i in. Nagrywał płyty dla Deutsche Grammophon, Erato, Virgin Records (EMI) oraz Naïve Records.
Marc Minkowski sprawował obowiązki dyrektora muzycznego orkiestry Sinfonia Varsovia w latach 2008–2012.
W 2004 roku otrzymał z rąk prezydenta Republiki Francuskiej tytuł Chevalier du Mérite.
W 2011 roku odznaczony został komandorią Orderu Sztuki i Literatury.
W 2012 został odznaczony Srebrnym Medalem „Zasłużony Kulturze Gloria Artis”.